# Niesułowice (województwo dolnośląskie)
Niesułowice – wieś w Polsce położona w województwie dolnośląskim, w powiecie milickim, w gminie Milicz.

## Podział administracyjny
W latach 1975–1998 miejscowość położona była w województwie wrocławskim.